# Lyme (Connecticut)
Lyme ist eine Stadt im New London County im US-Bundesstaat Connecticut, mit  2.352 Einwohnern (Stand: 2020). Der Ort am Connecticut River wurde 1664 erstmals von Europäern besiedelt. Lyme ist mit der Nachbarstadt Old Lyme der Namensgeber für die Lyme-Borreliose.

## Geschichte
Östlich des Connecticut River wurde 1665 die Saybrook-Kolonie gegründet. In diesem Gebiet wurde 1667 Lyme offiziell als Ortschaft der Saybrook-Kolonie anerkannt. Der Ostteil von Lyme wurde als East Lyme 1823 abgespalten, der südliche Teil wurde 1855 als South Lyme abspalten und 1857 in Old Lyme umbenannt.

## Persönlichkeiten
- Matthew Griswold, 2. Gouverneur des Staates Connecticut
- Roger Griswold (1762–1812), Sohn von Matthew Griswold, 5. Gouverneur des Bundesstaates Connecticut
- Harry Holtzman (1912–1987), Maler der abstrakten Kunst
- Dudley Marvin (1786–1856), US-amerikanischer Politiker
- Rose Franken (1895–1988), US-amerikanische Autorin
- Robert Mulligan (1925–2008), US-amerikanischer Filmregisseur
- Ansel Sterling (1782–1853), US-amerikanischer Politiker
- Micah Sterling (1784–1844), US-amerikanischer Politiker, Bruder von Ansel Sterling